# Єнні Франссон
Анна Єнні Єва Марія Франссон (швед. Anna Jenny Eva Maria Fransson; нар. 18 липня 1987, Карлстад) — шведська борчиня вільного стилю, срібна призерка та чемпіонка світу, чемпіонка та дворазова бронзова призерка чемпіонатів Європи, бронзова медалістка Олімпійських ігор.

## Життєпис
Боротьбою почала займатися з 1994 року. У 2006 році стала чемпіонкою Європи серед кадетів. Наступного року завоювала бронзову медаль чемпіонату світу серед юніорів.
Виступає за борцівський клуб «Klippans». Тренер — Фаріборц Бесараті.

## Спортивні результати на міжнародних змаганнях

### Виступи на Олімпіадах
| Змагання                    | Збірна | Вагова категорія          | Місце  |
| --------------------------- | ------ | ------------------------- | ------ |
| Літні Олімпійські ігри 2008 | Швеція | жіноча боротьба, до 72 кг | 9      |
| Літні Олімпійські ігри 2012 | Швеція | жіноча боротьба, до 72 кг | 9      |
| Літні Олімпійські ігри 2016 | Швеція | жіноча боротьба, до 69 кг | Бронза |

### Виступи на Чемпіонатах світу
| Змагання                        | Збірна | Вагова категорія          | Місце  |
| ------------------------------- | ------ | ------------------------- | ------ |
| Чемпіонат світу з боротьби 2006 | Швеція | жіноча боротьба, до 72 кг | 8      |
| Чемпіонат світу з боротьби 2007 | Швеція | жіноча боротьба, до 72 кг | 7      |
| Чемпіонат світу з боротьби 2009 | Швеція | жіноча боротьба, до 72 кг | 15     |
| Чемпіонат світу з боротьби 2010 | Швеція | жіноча боротьба, до 72 кг | 5      |
| Чемпіонат світу з боротьби 2011 | Швеція | жіноча боротьба, до 72 кг | 18     |
| Чемпіонат світу з боротьби 2012 | Швеція | жіноча боротьба, до 72 кг | Золото |
| Чемпіонат світу з боротьби 2013 | Швеція | жіноча боротьба, до 72 кг | 13     |
| Чемпіонат світу з боротьби 2014 | Швеція | жіноча боротьба, до 69 кг | 5      |
| Чемпіонат світу з боротьби 2015 | Швеція | жіноча боротьба, до 69 кг | 5      |
| Чемпіонат світу з боротьби 2018 | Швеція | жіноча боротьба, до 68 кг | 14     |
| Чемпіонат світу з боротьби 2019 | Швеція | жіноча боротьба, до 68 кг | Срібло |

### Виступи на Чемпіонатах Європи
| Змагання                         | Збірна | Вагова категорія          | Місце  |
| -------------------------------- | ------ | ------------------------- | ------ |
| Чемпіонат Європи з боротьби 2004 | Швеція | жіноча боротьба, до 72 кг | 7      |
| Чемпіонат Європи з боротьби 2006 | Швеція | жіноча боротьба, до 72 кг | 7      |
| Чемпіонат Європи з боротьби 2007 | Швеція | жіноча боротьба, до 72 кг | 7      |
| Чемпіонат Європи з боротьби 2008 | Швеція | жіноча боротьба, до 72 кг | Бронза |
| Чемпіонат Європи з боротьби 2011 | Швеція | жіноча боротьба, до 72 кг | 12     |
| Чемпіонат Європи з боротьби 2012 | Швеція | жіноча боротьба, до 72 кг | 5      |
| Чемпіонат Європи з боротьби 2014 | Швеція | жіноча боротьба, до 69 кг | 11     |
| Чемпіонат Європи з боротьби 2016 | Швеція | жіноча боротьба, до 69 кг | 13     |
| Чемпіонат Європи з боротьби 2018 | Швеція | жіноча боротьба, до 72 кг | Золото |
| Чемпіонат Європи з боротьби 2019 | Швеція | жіноча боротьба, до 68 кг | Бронза |

### Виступи на Європейських іграх
| Змагання              | Збірна | Вагова категорія          | Місце |
| --------------------- | ------ | ------------------------- | ----- |
| Європейські ігри 2019 | Швеція | жіноча боротьба, до 68 кг | 5     |

### Виступи на Кубках світу
| Змагання                    | Збірна | Вагова категорія | Місце |
| --------------------------- | ------ | ---------------- | ----- |
| Кубок світу з боротьби 2018 | Швеція | команда          | 8     |

### Виступи на інших змаганнях
| Змагання                                                    | Збірна | Вагова категорія                     | Місце  |
| ----------------------------------------------------------- | ------ | ------------------------------------ | ------ |
| Klippan Lady Open 2005                                      | Швеція | жіноча боротьба, до 72 кг            | Бронза |
| Гран-прі Німеччини з боротьби 2005                          | Швеція | жіноча боротьба, до 72 кг            | 10     |
| Klippan Lady Open 2006                                      | Швеція | жіноча боротьба, до 72 кг            | Бронза |
| Гран-прі Німеччини з боротьби 2006                          | Швеція | жіноча боротьба, до 72 кг            | 5      |
| Золотий Гран-прі з боротьби 2006                            | Швеція | жіноча боротьба, до 72 кг            | Бронза |
| Klippan Lady Open 2007                                      | Швеція | жіноча боротьба, до 72 кг            | Срібло |
| Гран-прі Німеччини з боротьби 2007                          | Швеція | жіноча боротьба, до 72 кг            | 7      |
| Турнір Дана Колова — Николи Петрова 2007                    | Швеція | жіноча боротьба, до 72 кг            | Бронза |
| Klippan Lady Open 2008                                      | Швеція | жіноча боротьба, до 72 кг            | 7      |
| Гран-прі Німеччини з боротьби 2008                          | Швеція | жіноча боротьба, до 72 кг            | Золото |
| Гран-прі Німеччини з боротьби 2009                          | Швеція | жіноча боротьба, до 72 кг            | Бронза |
| Austrian Ladies Open 2009                                   | Швеція | жіноча боротьба, до 72 кг            | Срібло |
| Золотий Гран-прі з боротьби 2009                            | Швеція | жіноча боротьба, до 72 кг            | Срібло |
| Klippan Lady Open 2010                                      | Швеція | жіноча боротьба, до 72 кг            | 5      |
| Золотий Гран-прі з боротьби 2010 (Кліппан )                 | Швеція | жіноча боротьба, до 72 кг            | 5      |
| Austrian Ladies Open 2010                                   | Швеція | жіноча боротьба, до 72 кг            | Золото |
| Золотий Гран-прі з боротьби 2010 (Баку)                     | Швеція | жіноча боротьба, до 72 кг            | Бронза |
| Турнір Яшара Догу 2011                                      | Швеція | жіноча боротьба, до 72 кг            | Срібло |
| Klippan Lady Open 2011                                      | Швеція | жіноча боротьба, до 72 кг            | Золото |
| Austrian Ladies Open 2011                                   | Швеція | жіноча боротьба, до 72 кг            | Золото |
| Золотий Гран-прі з боротьби 2011 (Баку)                     | Швеція | жіноча боротьба, до 72 кг            | 7      |
| Меморіал Іона Корнеану 2011                                 | Швеція | жіноча боротьба, до 72 кг            | Золото |
| Тестовий турнір FILA 2011                                   | Швеція | жіноча боротьба, до 72 кг            | Бронза |
| Турнір Дана Колова — Николи Петрова 2012                    | Швеція | жіноча боротьба, до 72 кг            | Срібло |
| Золотий Гран-прі з боротьби 2012 (Кліппан )                 | Швеція | жіноча боротьба, до 72 кг            | Бронза |
| Олімпійський кваліфікаційний турнір з боротьби 2012 (Софія) | Швеція | жіноча боротьба, до 72 кг            | Золото |
| Austrian Ladies Open 2012                                   | Швеція | жіноча боротьба, до 72 кг            | Срібло |
| Гран-прі Іспанії з боротьби 2012                            | Швеція | жіноча боротьба, до 72 кг            | Бронза |
| Золотий Гран-прі з боротьби 2012 (Баку)                     | Швеція | жіноча боротьба, до 72 кг            | Золото |
| Північний чемпіонат з боротьби 2013                         | Швеція | жіноча боротьба, до 72 кг            | Золото |
| Золотий Гран-прі з боротьби 2013 (Сассарі)                  | Швеція | жіноча боротьба, до 72 кг            | Золото |
| Меморіал Вацлава Циолковського 2013                         | Швеція | жіноча боротьба, до 72 кг            | 8      |
| Золотий Гран-прі з боротьби 2013 (Баку)                     | Швеція | жіноча боротьба, до 72 кг            | Бронза |
| Кубок Бразилії з боротьби 2013                              | Швеція | жіноча боротьба, до 72 кг            | Золото |
| Північний чемпіонат з боротьби 2014                         | Швеція | жіноча боротьба, до 69 кг            | Золото |
| Турнір міста Сассарі з боротьби 2014                        | Швеція | жіноча боротьба, до 69 кг            | Золото |
| Гран-прі Іспанії з боротьби 2014                            | Швеція | жіноча боротьба, до 67 кг            | Золото |
| Золотий Гран-прі з боротьби 2014 (Баку)                     | Швеція | жіноча боротьба, до 69 кг            | Золото |
| Вогні Москви 2014                                           | Швеція | жіноча боротьба, до 69 кг            | 5      |
| Klippan Lady Open 2015                                      | Швеція | жіноча боротьба, до 69 кг            | 7      |
| Турнір Дана Колова — Николи Петрова 2015                    | Швеція | жіноча боротьба, до 69 кг            | Золото |
| Золотий Гран-прі з боротьби 2015                            | Швеція | жіноча боротьба, до 69 кг            | Срібло |
| Гран-прі Німеччини з боротьби 2016                          | Швеція | жіноча боротьба, до 69 кг            | Срібло |
| Відкритий чемпіонат Польщі з боротьби 2016                  | Швеція | жіноча боротьба, до 69 кг            | Золото |
| Гран-прі Іспанії з боротьби 2016                            | Швеція | жіноча боротьба, до 69 кг            | Золото |
| Pro Wrestling League 2017                                   | Швеція | команда                              | 4      |
| Klippan Lady Open 2017                                      | Швеція | жіноча боротьба, до 69 кг            | Срібло |
| Klippan Lady Open 2018                                      | Швеція | жіноча боротьба, до 72 кг            | Золото |
| Гран-прі Іспанії з боротьби 2018                            | Швеція | жіноча боротьба, до 68 кг            | Срібло |
| Відкритий чемпіонат Польщі з боротьби 2018                  | Швеція | жіноча боротьба, до 68 кг            | 5      |
| Klippan Lady Open 2019                                      | Швеція | Klippan Lady Open 2019               | Золото |
| Турнір міста Сассарі з боротьби 2019                        | Швеція | Турнір міста Сассарі з боротьби 2019 | Золото |

### Виступи на змаганнях молодших вікових груп
| Змагання                                          | Збірна | Вагова категорія                                  | Місце  |
| ------------------------------------------------- | ------ | ------------------------------------------------- | ------ |
| Чемпіонат Європи з боротьби серед кадетів 2004    | Швеція | Чемпіонат Європи з боротьби серед кадетів 2004    | 6      |
| Північний чемпіонат з боротьби серед юніорів 2004 | Швеція | Північний чемпіонат з боротьби серед юніорів 2004 | Золото |
| Чемпіонат світу з боротьби серед юніорів 2005     | Швеція | Чемпіонат світу з боротьби серед юніорів 2005     | 7      |
| Чемпіонат Європи з боротьби серед юніорів 2005    | Швеція | Чемпіонат Європи з боротьби серед юніорів 2005    | 9      |
| Чемпіонат Європи з боротьби серед юніорів 2006    | Швеція | Чемпіонат Європи з боротьби серед юніорів 2006    | Золото |
| Чемпіонат світу з боротьби серед юніорів 2006     | Швеція | Чемпіонат світу з боротьби серед юніорів 2006     | 5      |
| Чемпіонат світу з боротьби серед юніорів 2007     | Швеція | Чемпіонат світу з боротьби серед юніорів 2007     | Бронза |